# Wolffiella caudata
Wolffiella caudata är en kallaväxtart som beskrevs av Landolt. Wolffiella caudata ingår i släktet Wolffiella och familjen kallaväxter.
Artens utbredningsområde är Bolivia. Inga underarter finns listade.